# 路德维希·费尔巴哈
路德维希·安德烈亚斯·冯·费尔巴哈（德語：Ludwig Andreas von Feuerbach，德語發音：[ˈluːtvɪç ˈfɔʏɐbax]；1804年7月28日—1872年9月13日），德国哲学家。出生于巴伐利亚選侯國下拜恩地區的首府兰茨胡特，逝于同一州的纽伦堡，是德国法学家保罗·约翰·安塞尔姆·冯·费尔巴哈的第四个儿子。

## 生平

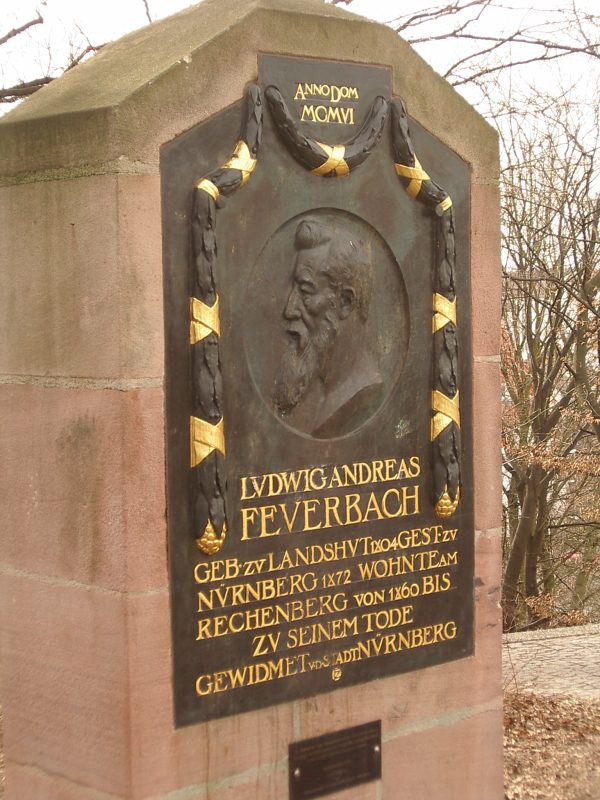
位于纽伦堡的费尔巴哈纪念碑

费尔巴哈先在海德堡大学学习神学，受到当时教授的影响，对黑格尔的哲学感兴趣，不顾父亲的反对，到柏林跟随黑格尔学习哲学，两年后，他成为“青年黑格尔学派”的成员。
1828年，他到纽伦堡附近的埃尔兰根学习了两年自然科学，并任大学讲师，1830年匿名发表了第一部著作《论死与不朽》，抨击个人不朽的概念，拥护斯宾诺莎的人死后会被自然重新吸收的哲学。他的这种激进思想加上不善演讲，他一直在学术界无法取得成功，并被永远驱逐出大学讲坛。只能依靠他妻子在一座瓷厂中的股份生活，居住在纽伦堡附近的勃鲁克堡。
1834年发表了《阿伯拉尔和赫罗伊丝》，1838年发表《比埃尔·拜勒》， 1839年发表了《论哲学和基督教》，宣称“基督教事实上不但早已从理性中消失，而且也从人类生活中消失，它只不过是一个固定不变的概念”，公开反叛当时的观念。同时发表了《黑格尔哲学的批判》，对黑格尔的唯心论作了分析批判。1841年发表《基督教的本质》，重申对基督教的看法，认为人就是他自己的思考对象，将宗教归结为对无限的认识。宗教“不过是对于知觉的无限性的认识；或者说，在对无限的认识中，有意识的主体以其自身本能的无限性作为认识的对象”。也就是说，上帝不过是人的内在本性的向外投射。这本书的第一部分发挥了“宗教之真正的或人类学的本质”，论及上帝作为“理解的存在”、“道德的存在或法律”、作为“爱”等方面，都是为了适应人类的本性的各种不同的需要。在这本书的第二部分，费尔巴哈分析了“宗教之虚伪的或神学的本质”，认为把上帝看成是离开人的存在而存在，会使人相信启示和奇迹，不仅会“损坏和消除人类的最重要的感觉，对真理的追求”，而且相信宗教仪式的“圣餐”和献祭，导致“必然的结果是迷信和不道德”。他认为基督教的上帝只是一个幻像，论及到其他学科时，尤其是哲学，他认为黑格尔的哲学是伪宗教的，他提出一种机械论的唯物主义。他的这本书被翻译成英语和法语出版。 
费尔巴哈不承认自己是无神论者，但這只是口头的，他的所谓有神论实际就是通常意义上的无神论，他称之为人道主义的神学，以人为上帝，是力图应用主观的感觉恢复所谓的神性。
在1848年到1849年间，德国各公国中出现的革命运动中，由于他对宗教的抨击，使许多革命党人将他看成英雄，但他自己从没有参加过政治活动，只作过一些演讲，全部精力用在写作上。但他明白地反对君主制度，认为“无限制的君主国乃是无道德的国家”，革命失败后，他公开责骂当时欧洲的反动局势，比做“空间略大的监狱”。1857年出版了《神统》。1860年由于他赖以为生的瓷厂倒闭，他只得离开在勃鲁克堡的家，搬到纽伦堡。只是由于朋友们的帮助，他才得以出版最后一本书《上帝、自由和不朽》（1866年）。1870年他加入了德国社会民主党。由于长时间的精力消耗，仅两年后的1872年在纽伦堡去世。

## 观点
费尔巴哈对反基督教的政论家有很大的影响，他的某些观点在德国教会和政府的斗争中被一些极端主义者接受。对卡尔·马克思和弗里德里希·恩格斯的影响也很大。虽然马克思并不赞同他观点中的机械论，马克思曾写过《关于费尔巴哈的提纲》，批判他形而上学的唯物主义。
恩格斯对此评论：“一个人必须亲身体验过这本书带来的解放效果，才能对其有所感受。那时充满了普遍的热情；我们立刻都成为了费尔巴哈的追随者。马克思对这一新观念的热烈欢迎，以及它对他的影响——尽管他有一些批判性的保留——都可以从《神圣家族》中读到。”

## 著作

### 版本
- Sämtliche Werke, Leipzig 1846–66
- Gesammelte Werke, Akademie Verlag/De Gruyter, 1967至今

### 主要著作
有《黑格尔哲学的批判》和《基督教的本质》等。